# Hôtel de Barlet
Pour les articles homonymes, voir Barlet.
L'hôtel de Barlet, ou de Taillas, ou de Savignac est un hôtel particulier situé au n° 18 de la rue Émeric-David, à Aix-en-Provence (France).

## Historique
L'hôtel particulier fut apparemment construit au XVIIIe siècle.

## Architecture
La façade est très sobre, en pierre de Bibemus, sans doute pour mieux faire ressortir la beauté de la porte d’entrée en fines marqueteries de bois des îles avec deux marteaux de bronze. Le tout date du XVIIIe siècle, avec des pierres en attente d'être sculptées.
À l'intérieur, les ferronneries de la rampe d'escalier sont remarquables. Le salon est de style Régence et comporte de fines gypseries d'inspiration guerrière, où l'on peut voir un amour tirant au canon. Ce motif n'est pas sans rappeler ceux de l'hôtel de Simiane composés par Thomas Lainé d'Avignon.

## Informations complémentaires
Le bâtiment est une résidence privée et n'est pas ouvert à la visite.
La rue Emeric David abrite plusieurs hôtels particuliers et maisons historiques, dont: l'Hôtel de Carcès, l'Hôtel de Panisse-Passis, l'Hôtel de Maliverny, l'Hôtel de Monval, l'Hôtel de Comte Siméon, le domicile des Cézanne (de 1878 à 1881) ou encore le domicile du peintre Achille Emperaire.